# Minnesota State Route 280
Minnesota State Route 280 ist ein in Nord-Süd-Richtung verlaufende State Route an der westlichen Grenze des Ramsey County, Minnesota, der insgesamt 6,4 km lang ist. Der Highway ist eine kurze Verbindungsstrecke zwischen Interstate 94 in St. Paul, Minnesota und Interstate 35W im nahegelegenen Roseville und verläuft auf seiner ganzen Länge in dem County. Er bildet eine wichtige Verbindung, weil die Kreuzung zwischen den beiden Interstate-Highways in der Nähe des Zentrums von Minneapolis kein vollständiges Kleeblatt ist.
Highway 280 ist nördlich der I-94 bis zur East Hennepin Avenue/West Larpenteur Avenue eine autobahnähnliche Straße, wobei die Einfahrten und Ausfahrten von und zur Hennepin Avenue und Como Avenue eigentlich etwas zu schmal sind. Weiter nördlich gibt es zwei ampelgeregelte Kreuzungen an der County Road B, beziehungsweise Broadway Street Northeast. Die Verbindung MN-280/I-35W ist nicht vollständig, weil der nordwärts fahrende Verkehr von der MN-280 nicht in Richtung der südwärts führenden Fahrbahn der I-35W abbiegen kann, ohne umliegende Straßen zu verwenden. Dasselbe gilt in umgekehrter Richtung zwischen der Nordfahrbahn der I-35W und der Südfahrbahn der MN-280.
Ursprünglich war für Highway 280 eine Verlängerung nach Westen geplant, die von südlich der Kreuzung mit der I-94 nach Minneapolis hinein und als Freeway ungefähr entlang der 28. Straße und weiter westwärts zur France Avenue South hätte führen sollen. Dieser Freeway wurde nie gebaut und die Rampenstummel an der Kreuzung I-94/MN-280 wurden in den frühen 1980er Jahren abgerissen.
Auf seinem Weg zwischen St. Paul und Roseville passiert der Highway die Kleinstadt Lauderdale. MN-280 verläuft hier gegen einen Hang gebaut, sodass ein guter Blick auf Minneapolis im Westen besteht, speziell für südwärts fahrende Fahrzeuge.
Auch die Kreuzung zwischen Interstate 35E und Interstate 94 im Zentrum von St. Paul ist kein komplettes Straßenkreuz. Ayd Mill Road hat deswegen, obwohl nicht autobahnähnlich ausgebaut und ohne direkte Verbindung zur I-94, eine ähnliche Funktion für den Highway 280.
Wegen des Einsturzes der Interstate-35W-Mississippi-River-Brücke am 1. August 2007 wurde Highway 280 durch das Minnesota Department of Traffic als offizielle Umleitungsstrecke ausgeschildert und zeitweise zu einem vollwertigen Freeway umgestaltet, indem die Anschlussstellen County Road B, Broadway, Walnut und Roselawn gesperrt wurden. I-35W überquert den Mississippi River bis zu einem Brückenneubau im Zuge der I-94.